# William Styles
William Kensett Styles (Islington, Londres, 11 d'octubre de 1874 - Seaford, East Sussex, 8 d'abril de 1940) va ser un tirador anglès que va competir a començaments del segle xx.
El 1908 va prendre part en els Jocs Olímpics de Londres, on disputà dues proves del programa de tir. En la prova de carrabina,blanc cec guanyà la medalla d'or, mentre en carrabina, blanc mòbil fou novè.
Quatre anys més tard va disputar tres proves més del programa de tir als Jocs d'Estocolm. Guanyà la medalla de plata en la prova de carrabina, 25 metres, per equips, mentre en carrabina, 25 metres fou tretzè i en carrabina, 50 metres vint-i-setè.